# Груборски Наслон
Груборски Наслон је насељено мјесто у Босни и Херцеговини у општини Дрвар које административно припада Федерацији Босне и Херцеговине. Према попису становништва из 1991. у насељу је живјело 68 становника.

## Становништво
|             | 2013.       | 1991.       | 1981.        | 1971.        |
| Укупно      | 25 (100,0%) | 68 (100,0%) | 120 (100,0%) | 263 (100,0%) |
| Срби        | 25 (100,0%) | 68 (100,0%) | 114 (95,00%) | 254 (96,58%) |
| Југословени | –           | –           | 6 (5,000%)   | –            |
| Бошњаци     | –           | –           | –            | 9 (3,422%)1  |

1. 1 На пописима од 1971. до 1991. Бошњаци су пописивани углавном као Муслимани.